# Youri Gavrilov
Pour les articles homonymes, voir Gavrilov.
Pour le handballeur soviétique puis ukrainien, voir Iouriy Havrylov.
Youri Vassilievitch Gavrilov (en russe : Юрий Васильевич Гаврилов), né le 3 mai 1953 à Setoun (raïon d'Odintsovo, oblast de Moscou), est un footballeur soviétique et russe. Depuis 1996, il s'est reconverti dans une carrière d'entraîneur.

## Biographie
Youri est né dans une famille soviétique ordinaire, dans le village de Setoun près de Moscou. Il s'est intéressé au football depuis son enfance et, à l'âge de 7 ans, il est entré dans l'équipe de football amateur pour enfants Iskra, qui s'est entraînée au stade local.
Son père, qui est revenu du front sans jambes, était engagé dans un travail non qualifié dans l'entreprise et voulait que Yuri devienne ingénieur. Pour cette raison, après l'école, Youri a fait un stage chez un électricien, maîtrisant le fonctionnement de l'instrumentation à l'Institut des alliages légers.
Son talent sportif a attiré l'attention de l'entraîneur du Dynamo Konstantin Beskov, qui a appelé le jeune Gavrilov dans l'équipe. A cette époque, il ne se distinguait pas par l'athlétisme et la puissance et, au début de sa carrière, pesait 55 kg pour une hauteur de 185 cm, pour laquelle il était surnommé "le Crayon". Dans cette équipe, il a joué aux côtés de Maslov, Anichkin, Yakubik, Gershkovich, Baïdatchny, Dolmatov et d'autres. Il était très difficile pour Gavrilov d'entrer dans l'équipe principale et il se rendait donc rarement sur le terrain.

## Statistiques
| Saison                | Club                   | Championnat           | Championnat | Championnat | Coupe(s) nationale(s) | Coupe(s) nationale(s) | Compétition(s) continentale(s) | Compétition(s) continentale(s) | Compétition(s) continentale(s) | Total | Total |
| Saison                | Club                   | Division              | M.          | B.          | M.                    | B.                    | Comp.                          | M.                             | B.                             | M.    | B.    |
| 1974                  | Dynamo Moscou          | D1                    | 17          | 1           | 6                     | 0                     | C3                             | 1                              | 0                              | 24    | 1     |
| 1975                  | Dynamo Moscou          | D1                    | 15          | 3           | -                     | -                     | -                              | -                              | -                              | 15    | 3     |
| 1976                  | Dynamo Moscou          | D1                    | 5           | 1           | 1                     | 0                     | C3                             | 1                              | 0                              | 7     | 1     |
| Sous-total            | Sous-total             | Sous-total            | 37          | 5           | 7                     | 0                     | -                              | 2                              | 0                              | 46    | 5     |
| 1977                  | Spartak Moscou         | D2                    | 24          | 6           | 1                     | 0                     | -                              | -                              | -                              | 25    | 6     |
| 1978                  | Spartak Moscou         | D1                    | 30          | 6           | 4                     | 1                     | -                              | -                              | -                              | 34    | 7     |
| 1979                  | Spartak Moscou         | D1                    | 34          | 13          | 6                     | 2                     | -                              | -                              | -                              | 40    | 15    |
| 1980                  | Spartak Moscou         | D1                    | 34          | 5           | 8                     | 2                     | C1                             | 4                              | 3                              | 46    | 10    |
| 1981                  | Spartak Moscou         | D1                    | 33          | 21          | 4                     | 0                     | C1+C3                          | 2+4                            | 0+3                            | 43    | 24    |
| 1982                  | Spartak Moscou         | D1                    | 34          | 5           | 2                     | 0                     | C3                             | 6                              | 3                              | 42    | 8     |
| 1983                  | Spartak Moscou         | D1                    | 34          | 5           | 2                     | 1                     | C3                             | 6                              | 6                              | 42    | 12    |
| 1984                  | Spartak Moscou         | D1                    | 34          | 5           | 4                     | 1                     | C3+C3                          | 2+6                            | 0+3                            | 46    | 9     |
| 1985                  | Spartak Moscou         | D1                    | 26          | 6           | 1                     | 0                     | C3                             | 5                              | 0                              | 32    | 6     |
| Sous-total            | Sous-total             | Sous-total            | 283         | 72          | 32                    | 7                     | -                              | 35                             | 18                             | 350   | 97    |
| 1986                  | Dniepr Dniepropetrovsk | D1                    | 25          | 3           | 5                     | 0                     | C3                             | 2                              | 0                              | 32    | 3     |
| 1987                  | Lokomotiv Moscou       | D2                    | 35          | 12          | 4                     | 3                     | -                              | -                              | -                              | 39    | 15    |
| 1988                  | PPT Pori               | D1                    | 15          | 2           | -                     | -                     | -                              | -                              | -                              | 15    | 2     |
| 1989                  | PPT Pori               | D2                    | 21          | 9           | -                     | -                     | -                              | -                              | -                              | 21    | 9     |
| 1989                  | Lokomotiv Moscou       | D1                    | -           | -           | 1                     | 1                     | -                              | -                              | -                              | 1     | 1     |
| 1990                  | Lokomotiv Moscou       | D2                    | 16          | 0           | 4                     | 1                     | -                              | -                              | -                              | 20    | 1     |
| Sous-total            | Sous-total             | Sous-total            | 112         | 26          | 14                    | 5                     | -                              | 2                              | 0                              | 128   | 31    |
| 1991                  | Asmaral Moscou         | D3                    | 36          | 3           | 3                     | 0                     | -                              | -                              | -                              | 39    | 3     |
| 1992                  | Asmaral Moscou         | D1                    | 24          | 5           | 1                     | 0                     | -                              | -                              | -                              | 25    | 5     |
| 1992                  | Presnia Moscou (prêt)  | D3                    | 10          | 4           | -                     | -                     | -                              | -                              | -                              | 10    | 4     |
| Sous-total            | Sous-total             | Sous-total            | 70          | 12          | 4                     | 0                     | -                              | -                              | -                              | 74    | 12    |
| 1993                  | Interros Moskovski     | D2                    | 38          | 5           | 1                     | 0                     | -                              | -                              | -                              | 39    | 5     |
| 1994                  | Saturn Ramenskoïe      | D4                    | 41          | 13          | 5                     | 1                     | -                              | -                              | -                              | 46    | 14    |
| 1995-1996             | Agro Chișinău          | D1                    | 13          | 0           | -                     | -                     | -                              | -                              | -                              | 13    | 0     |
| 1996-1997             | Agro Chișinău          | D1                    | 3           | 0           | -                     | -                     | -                              | -                              | -                              | 3     | 0     |
| 1996-1997             | Spumante Cricova       | D1                    | 4           | 0           | -                     | -                     | -                              | -                              | -                              | 4     | 0     |
| 2002                  | Obrita Dzerjinski      | D4                    | 2           | 0           | -                     | -                     | -                              | -                              | -                              | 2     | 0     |
| Sous-total            | Sous-total             | Sous-total            | 101         | 18          | 6                     | 1                     | -                              | -                              | -                              | 107   | 19    |
| Total sur la carrière | Total sur la carrière  | Total sur la carrière | 603         | 133         | 63                    | 13                    | -                              | 39                             | 19                             | 705   | 165   |

## Palmarès
Union soviétique
- Médaille de bronze aux Jeux olympiques de 1980[3].

 Dynamo Moscou
- Champion d'Union soviétique au printemps 1976.

 Spartak Moscou
- Champion d'Union soviétique en 1979.
- Meilleur buteur du championnat soviétique en 1983.

 Dniepr Dniepropetrovsk
- Vainqueur de la Coupe de la fédération soviétique en 1986.